# Estonia en el Festival de la Canción de Eurovisión 2024
Estonia participó en el LXVIII Festival de la Canción de Eurovisión, que se celebró en Malmö, Suecia del 7 al 11 de mayo de 2024, tras la victoria de Loreen con la canción «Tattoo». La Eesti Rahvusringhääling (ERR) (Radiodifusión Pública de Estonia, en español) decidió mantener el sistema de elección habitual, el Eesti Laul, que celebró su 16° edición entre enero y febrero de 2024.
Durante la final celebrada en la capital Tallin, el 17 de febrero de 2024, fue declarado ganador la canción «(Nendest) narkootikumidest ei tea me (küll) midagi» del grupo urbano 5MIINUST con el dúo de folk Puuluup.
Durante el festival, Estonia se presentó y clasificó en la segunda semifinal tras ubicarse en 6.º lugar con 79 puntos, logrando mantener su racha de clasificaciones consecutivas a la final. Cuatro días más tarde, en la gran final, Estonia finalizó en la 20.ª posición con 37 puntos: 4 del jurado profesional y 33 del televoto.

## Historia de Estonia en el Festival
Estonia debutó en el festival de 1994, tras su fallido intento un año antes; totalizando 28 participaciones previas. El país ha ganado una vez el concurso, en 2001 con Tanel Padar, Dave Benton y el grupo 2XL con la canción «Everybody». Desde la introducción de las semifinales en 2004, el país no logró clasificarse durante 5 concursos seguidos. A partir de la introducción del nuevo formato de selección, ha logrado 9 clasificaciones a la final, incluyendo 5 dentro de los 10 mejores.
En 2023, la ganadora del Eesti Laul, la cantante Alika, terminó en 8.ª posición con 168 puntos en la gran final: 22 puntos del televoto (19.ª) y 146 del jurado profesional (5.ª), con el tema «Bridges».

## Representante para Eurovisión

### Eesti Laul 2024
La ERR confirmó la participación estonia en el Festival de Eurovisión 2024 en agosto de 2023, confirmando la organización de la XVI edición de su preselección: el Eesti Laul.El periodo de recepción de las canciones fue entre el 15 de septiembre y el 20 de octubre de 2023, habiendo recibido 215 propuestas: 126 canciones en inglés, 88 en estonio y una en italiano, para seleccionar 20 canciones.

#### Formato
La competencia sufrió un cambio de formato respecto a la estructura tradicional, reduciéndose a dos galas: una semifinal con 15 candidaturas donde los cinco más votados a través de dos rondas de votación clasificarían a la final donde se unirían cinco finalistas directos seleccionados por el comité interno.
La votación de la semifinal consistió en primera instancia por un votación compuesta al 50% por un jurado de 35 miembros y 50% la votación del público. Ambos grupos votaron bajo el sistema de Eurovisión: 12, 10, 8-1 punto a los diez más votados, siendo los tres más puntuados seleccionados para la final. En una segunda ronda de votación exclusiva del público, fueron seleccionados los dos últimos finalistas.
En la final, los cinco clasificados de la semifinal se unieron a cinco finalistas directos quienes se sometieron a dos rondas de votación: en la primera, una votación compuesta al 50% por un jurado internacional de 9 miembros y 50% la votación del público. Ambos grupos votando en el sistema de Eurovisión: 12, 10, 8-1 puntos a los diez finalistas, avanzando las tres canciones más puntuadas a la súper final. En la segunda ronda de votación fue declarada ganadora la candidatura más votada exclusivamente por el público.

#### Candidaturas
Los participantes fueron revelados los días 6 (para los 15 semifinalistas) y 7 de noviembre (para los finalistas directos) en el programa Ringvaade de la ETV. Las 20 canciones fueron publicadas el 8 de diciembre de 2023, siendo lanzadas por la mañana en la aplicación de la ERR Eesti Radio, para posteriormente ser publicados los videos oficiales en la web de la ERR.
| Artista                   | Canción (Traducción)                                                                                 | Idioma  | Autor(es)                                                                            |
| ------------------------- | --- | ------- | ------------------------------------------------------------------------------------ |
| 5MIINUST x Puuluup        | «(Nendest) narkootikumidest ei tea me (küll) midagi» (Nosotros no sabemos nada de esos medicamentos) | Estonio | Kim Wennerström, kohver, Lancelot, Marko Veisson, Päevakoer, Põhja Korea, Ramo Teder |
| Anet Vaikmaa              | «Serotoniin» (Serotonina)                                                                            | Estonio | Sven Lõhmus                                                                          |
| Antsud                    | «Vetevaim» (Espíritu del agua)                                                                       | Estonio | Aile Alveus, Antsud                                                                  |
| Brother Apollo            | «Bad Boy» (Chico malo)                                                                               | Inglés  | Erkki Sippel, Joseph Miettinen                                                       |
| Carlos Ukareda            | «Never Growing Up» (No crecer nunca)                                                                 | Inglés  | Carlos Ukareda                                                                       |
| Cartoon & Ewert Sundja    | «Oblivion» (Olvido)                                                                                  | Inglés  | Ewert Sundja, Hugo Martin Maasikas, Joosep Järvesaar                                 |
| CECILIA                   | «FOMO» (FOMO (Miedo de perdermelo))                                                                  | Inglés  | Cecilia-Martina Mägi, Liis Hainla, Sander Sadam                                      |
| Daniel Levi               | «Over the Moon» (En la luna)                                                                         | Inglés  | Daniel Levi Viinalass, Vallo Kikas, Victor Crone                                     |
| Ewert and The Two Dragons | «Hold Me Now» (Abrázame ahora)                                                                       | Inglés  | Erki Pärnoja, Ewert Sundja, Ivo Etti, Kristjan Kallas                                |
| INGA                      | «No Dog on a Leash» (Perro sin correa)                                                               | Inglés  | Inga Tislar, Markus Palo                                                             |
| Ingmar                    | «Dreaming» (Soñando)                                                                                 | Inglés  | Ingmar Erik Kiviloo                                                                  |
| Laura                     | «Here's Where I Draw the Line» (Aquí es donde pinto la línea)                                        | Inglés  | Johannes Lõhmus, Laura Põldvere                                                      |
| Nele-Liis Vaiksoo         | «Käte ümber jää» (Hielo en las manos)                                                                | Estonio | Allan Kasuk, Marek Sadam, Nele-Liis Vaiksoo, Peter Põder                             |
| OLLIE                     | «My Friend» (Mi amigo)                                                                               | Inglés  | Oliver Mazurtšak                                                                     |
| Peter Põder               | «Korra veel» (De nuevo)                                                                              | Estonio | Peter Põder                                                                          |
| Silver Jusilo             | «Lately» (Últimamente)                                                                               | Inglés  | Silver Jusilo, Markus Palo                                                           |
| Sofia Rubina              | «Be Good» (Sé bueno)                                                                                 | Inglés  | Jason Hunter, Renae Rain, Robert Stanley Montes                                      |
| Traffic                   | «Wunderbar» (Maravillosa)                                                                            | Estonio | Stig Rästa, Silver Laas                                                              |
| Uudo Sepp & Sarah Murray  | «Still Love» (Aún amor)                                                                              | Inglés  | Aleksi Wiklund, Joel Sundkvist, Liis Hainla, Uudo Sepp                               |
| YONNA                     | «I Don't Know About You» (No sé nada de ti)                                                          | Inglés  | Johanna Eendra, Jakob Kaarma, Semjon Greef                                           |

#### Semifinal
La semifinal se celebró el 17 de enero de 2024,presentada por Tõnis Niinemets y Grete Kuld desde el centro deportivo de la Universidad de Tartu en la ciudad homónima, esto en el marco de la celebración de la ciudad como Capital Europea de la Cultura 2024.Actuaron como invitados el grupo de danza Põmaki!, coreografeados por Ingmar Jõela, así como también la exparticipante del Eesti Laul Anett Kulbin junto al grupo Angus interpretando «Tattoo». 15 canciones compitieron por 5 pases a la final por medio de dos rondas de votación.
| N.º | Artista                   | Canción                                              | Primera ronda | Primera ronda | Primera ronda | Primera ronda | Primera ronda | Primera ronda | Segunda ronda | Segunda ronda |
| N.º | Artista                   | Canción                                              | Jurado        | Jurado        | Televoto      | Televoto      | Lugar         | Puntos        | Televoto      | Lugar         |
| --- | ------------------------- | ---------------------------------------------------- | ------------- | ------------- | ------------- | ------------- | ------------- | ------------- | ------------- | ------------- |
| 1   | 5MIINUST x Puuluup        | «(Nendest) narkootikumidest ei tea me (küll) midagi» | 218           | 4             | 6,794         | 12            | 2             | 16            | —             | —             |
| 2   | INGA                      | «No Dog on a Leash»                                  | 269           | 8             | 640           | 2             | 7             | 10            | 435           | 7             |
| 3   | OLLIE                     | «My Friend»                                          | 242           | 7             | 3,242         | 10            | 1             | 17            | —             | —             |
| 4   | YONNA                     | «I Don't Know About You»                             | 151           | 0             | 343           | 0             | 13            | 0             | 213           | 9             |
| 5   | Peter Põder               | «Korra veel»                                         | 117           | 0             | 323           | 0             | 14            | 0             | 1,413         | 2             |
| 6   | Cartoon & Ewert Sundja    | «Oblivion»                                           | 286           | 10            | 640           | 1             | 6             | 11            | 850           | 5             |
| 7   | Traffic                   | «Wunderbar»                                          | 242           | 6             | 983           | 6             | 4             | 12            | 1,278         | 3             |
| 8   | Ingmar                    | «Dreaming»                                           | 195           | 3             | 1,868         | 8             | 5             | 11            | 1,078         | 4             |
| 9   | Anet Vaikmaa              | «Serotoniin»                                         | 170           | 0             | 892           | 5             | 9             | 5             | 1,864         | 1             |
| 10  | Laura                     | «Here's Where I Draw the Line»                       | 174           | 1             | 1,321         | 7             | 8             | 8             | 349           | 8             |
| 11  | Sofia Rubina              | «Be Good»                                            | 236           | 5             | 188           | 0             | 11            | 5             | 102           | 12            |
| 12  | Antsud                    | «Vetevaim»                                           | 121           | 0             | 394           | 0             | 12            | 0             | 199           | 10            |
| 13  | Silver Jusilo             | «Lately»                                             | 99            | 0             | 305           | 0             | 15            | 0             | 109           | 11            |
| 14  | CECILIA                   | «FOMO»                                               | 185           | 2             | 720           | 3             | 10            | 5             | 515           | 6             |
| 15  | Ewert and The Two Dragons | «Hold Me Now»                                        | 295           | 12            | 802           | 4             | 3             | 16            | —             | —             |

     Clasificado en la primera ronda.     Clasificado en la segunda ronda.

#### Final
La final se emitió en directo el 17 de febrero de 2024, desde el Pabellón Tondiraba en Tallin. Los presentadores fueron Tõnis Niinemets y Grete Kuld. Participaron los 5 temas ganadores de la semifinal junto a los cinco finalistas directos totalizando 10 participantes. La final se dividió en dos rondas: en la primera, una votación determinada por el 50% del jurado y 50% del voto popular seleccionó las tres canciones que avanzaron a la Súper Final: «My Friend» de OLLIE; «Käte Ümber Jää» de Nele-Liis Vaiksoo y «(Nendest) narkootikumidest ei tea me (küll) midagi» de 5MIINUST x Puuluup. En la Súper Final, fue exclusivamente el voto popular quien seleccionó a los ganadores: 5MIINUST x Puuluup, con poco más de 26,000 votos.El panel del jurado profesional estuvo conformado por William Lee Adams (periodista británico y fundador de Wiwibloggs), Ole Tøpholm (periodista y comentarista danés del Festival de Eurovisión), Anna Sahlene (cantante sueca y ex representante de Estonia en Eurovisión 2002), Julian Gutierrez (director de programas de entretenimiento francés), Andrew Rogers (productor musical británico), Annely Peebo (presentadora austriaca-estonia de Eurovisión 2002), Henkka Remes (Trabajador finlandés de la radio YleX), Liam Clark (periodista australiano) y Þórunn Lárusdóttir (actriz y directora islandesa).
| N.º | Artista                   | Canción                                              | Jurado | Jurado | Televoto | Televoto | Lugar | Puntos |
| --- | ------------------------- | ---------------------------------------------------- | ------ | ------ | -------- | -------- | ----- | ------ |
| 1   | Brother Apollo            | «Bad Boy»                                            | 43     | 3      | 413      | 1        | 10    | 4      |
| 2   | Carlos Ukareda            | «Never Growing Up»                                   | 54     | 6      | 634      | 2        | 6     | 8      |
| 3   | Ewert and The Two Dragons | «Hold Me Now»                                        | 43     | 4      | 806      | 3        | 7     | 7      |
| 4   | Anet Vaikmaa              | «Serotoniin»                                         | 63     | 7      | 2,945    | 6        | 5     | 13     |
| 5   | OLLIE                     | «My Friend»                                          | 74     | 12     | 7,384    | 10       | 1     | 22     |
| 6   | Daniel Levi               | «Over the Moon»                                      | 43     | 5      | 4,040    | 8        | 4     | 13     |
| 7   | Uudo Sepp & Sarah Murray  | «Still Love»                                         | 33     | 1      | 1,179    | 5        | 8     | 6      |
| 8   | Peter Põder               | «Korra veel»                                         | 33     | 2      | 1,092    | 4        | 9     | 6      |
| 9   | 5MIINUST x Puuluup        | «(Nendest) narkootikumidest ei tea me (küll) midagi» | 67     | 8      | 16,740   | 12       | 2     | 20     |
| 10  | Nele-Liis Vaiksoo         | «Käte ümber jää»                                     | 69     | 10     | 3,152    | 7        | 3     | 17     |

| N.º | Canción                                              | L. Clark | W.L. Adams | A. Peebo | H. Remes | J. Gutierrez | O. Tøpholm | T. Lárusdóttir | A. Rogers | A. Sahlene | Lugar | Puntos |
| --- | ---------------------------------------------------- | -------- | ---------- | -------- | -------- | ------------ | ---------- | -------------- | --------- | ---------- | ----- | ------ |
| 1   | «Bad Boy»                                            | 5        | 7          | 4        | 8        | 1            | 3          | 1              | 8         | 6          | 8     | 43     |
| 2   | «Never Growing Up»                                   | 12       | 6          | 6        | 4        | 3            | 6          | 4              | 5         | 8          | 5     | 54     |
| 3   | «Hold Me Now»                                        | 3        | 3          | 2        | 3        | 8            | 2          | 5              | 10        | 7          | 7     | 43     |
| 4   | «Serotoniin»                                         | 8        | 8          | 7        | 5        | 6            | 10         | 10             | 7         | 2          | 4     | 63     |
| 5   | «My Friend»                                          | 7        | 10         | 8        | 10       | 10           | 12         | 3              | 4         | 10         | 1     | 74     |
| 6   | «Over the Moon»                                      | 2        | 5          | 12       | 6        | 7            | 4          | 2              | 1         | 4          | 6     | 43     |
| 7   | «Still Love»                                         | 6        | 1          | 3        | 1        | 4            | 7          | 6              | 2         | 3          | 10    | 33     |
| 8   | «Korra veel»                                         | 1        | 2          | 1        | 7        | 2            | 5          | 7              | 3         | 5          | 9     | 33     |
| 9   | «(Nendest) narkootikumidest ei tea me (küll) midagi» | 10       | 12         | 5        | 12       | 12           | 1          | 8              | 6         | 1          | 3     | 67     |
| 10  | «Käte ümber jää»                                     | 4        | 4          | 10       | 2        | 5            | 8          | 12             | 12        | 12         | 2     | 69     |

##### Súper Final
| N.º | Artista            | Canción                                              | Lugar | Televoto |
| --- | ------------------ | ---------------------------------------------------- | ----- | -------- |
| 1   | OLLIE              | «My Friend»                                          | 2     | 12,494   |
| 2   | 5MIINUST x Puuluup | «(Nendest) narkootikumidest ei tea me (küll) midagi» | 1     | 26,422   |
| 3   | Nele-Liis Vaiksoo  | «Käte ümber jää»                                     | 3     | 5,014    |

## En Eurovisión
De acuerdo a las reglas del festival, todos los concursantes debían iniciar desde las semifinales, a excepción del anfitrión (en este caso, Suecia) y el Big Five compuesto por Alemania, España, Francia, Italia y el Reino Unido. En el sorteo realizado el 30 de enero de 2024, Estonia fue sorteada en la segunda semifinal del festival. En este mismo sorteo, se determinó que participaría en la segunda mitad de la semifinal (posiciones 9-16). Semanas después, ya conocidos los artistas y sus respectivas canciones participantes, la producción del programa dio a conocer el orden de actuación, determinando que el país participaría en la decimotercera posición, después de Grecia y precediendo a Israhell.
La ERR transmitió el concurso en su totalidad a través de su canal principal ETV con comentarios en estonio de Marko Reikop, comentarista habitual de Estonia desde 1999, en el canal ETV+ para la minoría rusófona con comentarios de Aleksandr Hobotov y Julia Kalenda, habituales desde 2015 y 2016, respectivamente. También se transmitió en lengua de señas estonia por el canal ETV2 con varios intérpretes.La portavoz de la votación del jurado profesional estonio fue la representante del país en el festival de 2013,  Birgit Sarrap.

### Semifinal 2

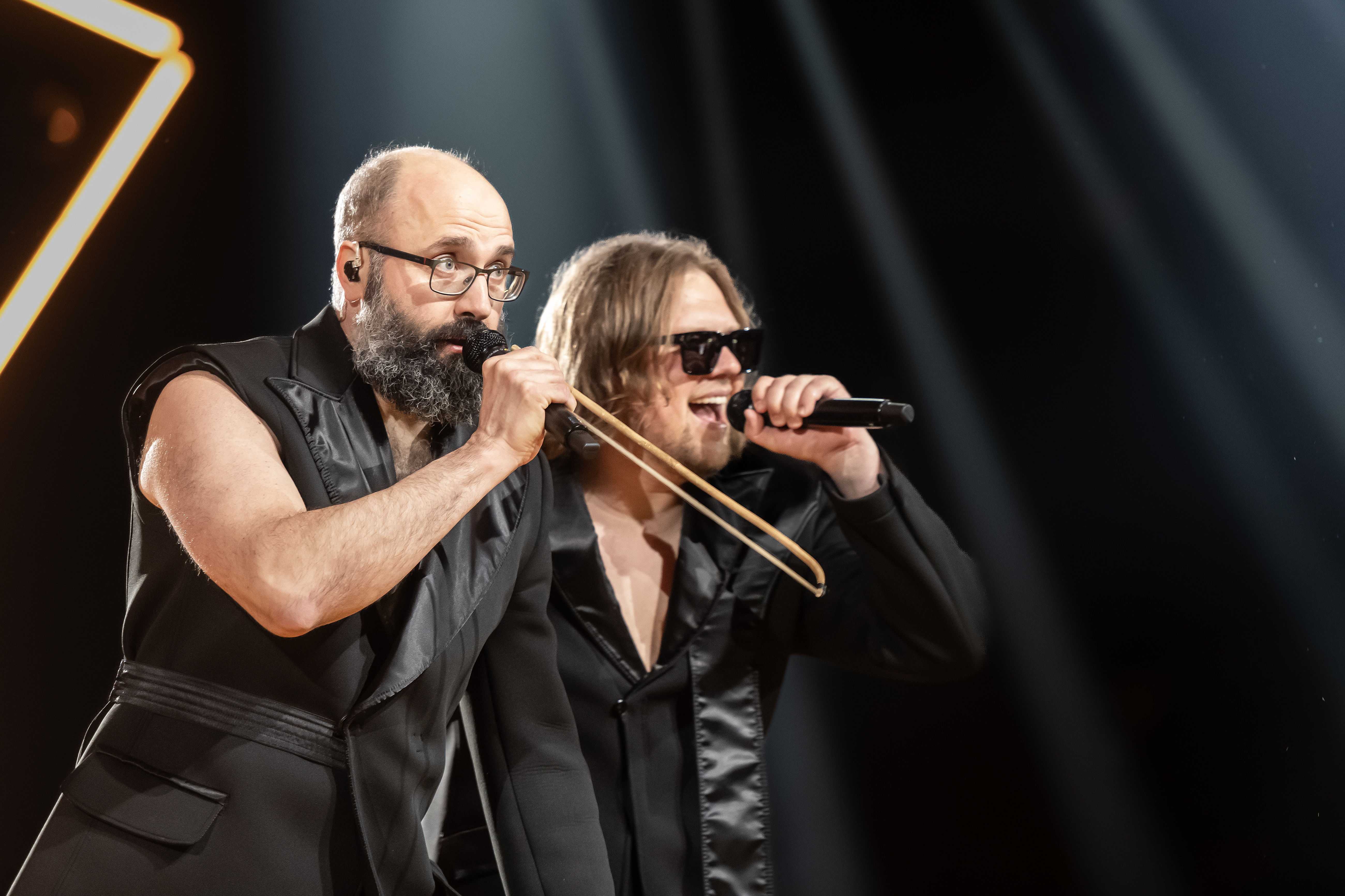
Marko Veisson (izquierda, integrante de Puuluup) & Kohver (derecha, integrante de 5MIINUST) durante un ensayo de la final.

5MIINUST & Puuluup tomaron parte de los ensayos los días 30 de abril y 3 de mayo así como de los ensayos generales con vestuario de la segunda semifinal los días 8 y 9 de mayo. Estonia se presentó en la posición 13, después de Bélgica y antes de Israhell.
En la actuación, los integrantes de ambos grupos vistieron trajes negros sin mangas en algunos de los miembros. Los cubos del techo se bajaron durante la actuación, con la pantalla LED haciendo cambios de colores conforme avanzaba la actuación, mientras el grupo realizaba la coreografía del video oficial.
Al final del espectáculo, Estonia fue anunciada como uno de los 10 países finalistas. Los resultados revelados una vez terminado el festival, posicionaron a Estonia en 6° lugar de la semifinal con un total de 79 puntos, siendo votada por 16 televotos y recibiendo la máxima puntuación del televoto de Letonia. Con su clasificación, Estonia igualó su mejor racha de pases a la final con tres, misma que tuvo entre el periodo de 2011 y 2013.

### Final
Durante un sorteo previo a la rueda de prensa de los ganadores de la segunda semifinal, se decidió en que mitad participaría cada finalista. Estonia fue sorteada como "producer's choice", quedando a decisión de los productores la mitad y el puesto a actuar. El orden de actuación revelado durante la madrugada del viernes 11 de mayo, decidió que Suiza debía actuar en la posición 9 por delante de España y por detrás de Irlanda.5MIINUST & Puuluup tomaron parte de los ensayos generales con vestuario de la final los días 10 y 11 de mayo.El ensayo general de la tarde del 10 fue tomado en cuenta por los jurados profesionales para emitir sus votos, que representaron el 50% de los puntos.
Durante la votación, Estonia se colocó en 25ª y última posición en la votación del jurado profesional con solo 4 puntos provenientes de Austria e Italia. De esta forma, el televoto de Estonia fue el primero en ser anunciado: 33 puntos que los colocaron en 13ª posición, recibiendo la máxima puntuación del televoto letón y siendo votado por cuatro países más. De esta forma, Estonia finalizó en 20ª posición con 37 puntos.

### Votación

#### Puntuación a Estonia

##### Semifinal 2
| Televoto  | Televoto                        | Televoto           | Televoto                                   | Televoto     |
| 12 puntos | 10 puntos                       | 8 puntos           | 7 puntos                                   | 6 puntos     |
| --------- | ------------------------------- | ------------------ | ------------------------------------------ | ------------ |
| - Letonia | - Israel                        |                    | - Austria - Países Bajos - Resto del Mundo | - Chequia    |
| 5 puntos  | 4 puntos                        | 3 puntos           | 2 puntos                                   | 1 punto      |
| - Suiza   | - Bélgica - Dinamarca - Noruega | - Albania - Italia | - Armenia - Francia - Grecia               | - San Marino |

##### Final
| Jurado    | Jurado              | Jurado   | Jurado             | Jurado     |
| 12 puntos | 10 puntos           | 8 puntos | 7 puntos           | 6 puntos   |
| --------- | ------------------- | -------- | ------------------ | ---------- |
|           |                     |          |                    |            |
| 5 puntos  | 4 puntos            | 3 puntos | 2 puntos           | 1 punto    |
|           |                     |          | - Austria - Italia |            |
| Televoto  |                     |          |                    |            |
| 12 puntos | 10 puntos           | 8 puntos | 7 puntos           | 6 puntos   |
| - Letonia |                     |          | - Finlandia        | - Lituania |
| 5 puntos  | 4 puntos            | 3 puntos | 2 puntos           | 1 punto    |
|           | - Croacia - Ucrania |          |                    |            |

#### Votación realizada por Estonia[23][24]
| Puntos    | Televoto        |
| --------- | --------------- |
| 12 puntos | Letonia         |
| 10 puntos | Países Bajos    |
| 8 puntos  | Israel          |
| 7 puntos  | Suiza           |
| 6 puntos  | Noruega         |
| 5 puntos  | Dinamarca       |
| 4 puntos  | Armenia         |
| 3 puntos  | Austria         |
| 2 puntos  | República Checa |
| 1 punto   | Georgia         |

| Puntos    | Jurado   | Televoto  |
| --------- | -------- | --------- |
| 12 puntos | Suiza    | Ucrania   |
| 10 puntos | Ucrania  | Croacia   |
| 8 puntos  | Croacia  | Finlandia |
| 7 puntos  | Francia  | Suiza     |
| 6 puntos  | Suecia   | Israel    |
| 5 puntos  | Israel   | Francia   |
| 4 puntos  | Alemania | Lituania  |
| 3 puntos  | Italia   | Letonia   |
| 2 puntos  | Lituania | Irlanda   |
| 1 punto   | Letonia  | Suecia    |

##### Desglose
El jurado estonio en la final estuvo compuesto por:
- Alice Aleksandridi
- Olavi Pihlamägi
- Rolf Roosalu
- Sten Teppan
- Kaire Vilgats

| Semifinal 2 | Semifinal 2  | Semifinal 2                | Semifinal 2                |
| N.º         | País         | Televoto                   | Televoto                   |
| N.º         | País         | Ranking                    | Puntos                     |
| ----------- | ------------ | -------------------------- | -------------------------- |
| 01          | Malta        | 14                         |                            |
| 02          | Albania      | 15                         |                            |
| 03          | Grecia       | 12                         |                            |
| 04          | Suiza        | 4                          | 7                          |
| 05          | Chequia      | 9                          | 2                          |
| 06          | Austria      | 8                          | 3                          |
| 07          | Dinamarca    | 6                          | 5                          |
| 08          | Armenia      | 7                          | 4                          |
| 09          | Letonia      | 1                          | 12                         |
| 10          | San Marino   | 13                         |                            |
| 11          | Georgia      | 10                         | 1                          |
| 12          | Bélgica      | 11                         |                            |
| 13          | Estonia      | -------------------------- | -------------------------- |
| 14          | Israel       | 3                          | 8                          |
| 15          | Noruega      | 5                          | 6                          |
| 16          | Países Bajos | 2                          | 10                         |

| Final | Final        | Final                      | Final                      | Final                      | Final                      | Final                      | Final                      | Final                      | Final                      | Final                      |
| N.º   | País         | Jurado                     | Jurado                     | Jurado                     | Jurado                     | Jurado                     | Jurado                     | Jurado                     | Televoto                   | Televoto                   |
| N.º   | País         | Jurado A                   | Jurado B                   | Jurado C                   | Jurado D                   | Jurado E                   | Rank                       | Pts                        | Rank                       | Pts                        |
| ----- | ------------ | -------------------------- | -------------------------- | -------------------------- | -------------------------- | -------------------------- | -------------------------- | -------------------------- | -------------------------- | -------------------------- |
| 01    | Suecia       | 5                          | 3                          | 9                          | 17                         | 2                          | 5                          | 6                          | 10                         | 1                          |
| 02    | Ucrania      | 2                          | 2                          | 3                          | 4                          | 13                         | 2                          | 10                         | 1                          | 12                         |
| 03    | Alemania     | 15                         | 9                          | 6                          | 5                          | 12                         | 7                          | 4                          | 16                         |                            |
| 04    | Luxemburgo   | 14                         | 21                         | 16                         | 18                         | 20                         | 23                         |                            | 20                         |                            |
| 05    | Países Bajos | 25                         | 22                         | 24                         | 25                         | 16                         | 25                         |                            | N/A                        |                            |
| 06    | Israel       | 13                         | 5                          | 2                          | 6                          | 19                         | 6                          | 5                          | 5                          | 6                          |
| 07    | Lituania     | 6                          | 8                          | 12                         | 22                         | 6                          | 9                          | 2                          | 7                          | 4                          |
| 08    | España       | 22                         | 14                         | 20                         | 14                         | 7                          | 17                         |                            | 14                         |                            |
| 09    | Estonia      | -------------------------- | -------------------------- | -------------------------- | -------------------------- | -------------------------- | -------------------------- | -------------------------- | -------------------------- | -------------------------- |
| 10    | Irlanda      | 21                         | 25                         | 5                          | 16                         | 21                         | 16                         |                            | 9                          | 2                          |
| 11    | Letonia      | 20                         | 11                         | 18                         | 3                          | 10                         | 10                         | 1                          | 8                          | 3                          |
| 12    | Grecia       | 9                          | 24                         | 23                         | 12                         | 11                         | 18                         |                            | 19                         |                            |
| 13    | Reino Unido  | 24                         | 4                          | 11                         | 10                         | 22                         | 11                         |                            | 18                         |                            |
| 14    | Noruega      | 7                          | 15                         | 21                         | 15                         | 8                          | 13                         |                            | 11                         |                            |
| 15    | Italia       | 4                          | 10                         | 8                          | 20                         | 9                          | 8                          | 3                          | 15                         |                            |
| 16    | Serbia       | 16                         | 7                          | 7                          | 19                         | 24                         | 14                         |                            | 23                         |                            |
| 17    | Finlandia    | 23                         | 12                         | 13                         | 7                          | 17                         | 15                         |                            | 3                          | 8                          |
| 18    | Portugal     | 17                         | 20                         | 17                         | 8                          | 25                         | 21                         |                            | 22                         |                            |
| 19    | Armenia      | 11                         | 23                         | 14                         | 23                         | 4                          | 12                         |                            | 12                         |                            |
| 20    | Chipre       | 18                         | 19                         | 10                         | 24                         | 18                         | 22                         |                            | 17                         |                            |
| 21    | Suiza        | 1                          | 1                          | 1                          | 2                          | 3                          | 1                          | 12                         | 4                          | 7                          |
| 22    | Eslovenia    | 19                         | 18                         | 19                         | 13                         | 23                         | 24                         |                            | 24                         |                            |
| 23    | Croacia      | 10                         | 6                          | 4                          | 9                          | 1                          | 3                          | 8                          | 2                          | 10                         |
| 24    | Georgia      | 12                         | 17                         | 22                         | 11                         | 15                         | 20                         |                            | 21                         |                            |
| 25    | Francia      | 3                          | 13                         | 15                         | 1                          | 5                          | 4                          | 7                          | 6                          | 5                          |
| 26    | Austria      | 8                          | 16                         | 25                         | 21                         | 14                         | 19                         |                            | 13                         |                            |